# Saarländischer Verkehrsverbund

Logo des Saarländischen Verkehrsverbundes

Der Saarländische Verkehrsverbund (SaarVV) ist ein Verkehrsverbund, an dem alle saarländischen Verkehrsunternehmen beteiligt sind. Er wurde Anfang 2005 gegründet und nahm seine Arbeit am 2. August 2005 auf. Dieser Verbund ermöglicht es Kunden des Öffentlichen Personennahverkehrs, mit einem einzigen Fahrschein die Nahverkehrsmittel jedes Verkehrsunternehmens auf den Fahrtstrecken im Saarland zu nutzen.

## Struktur

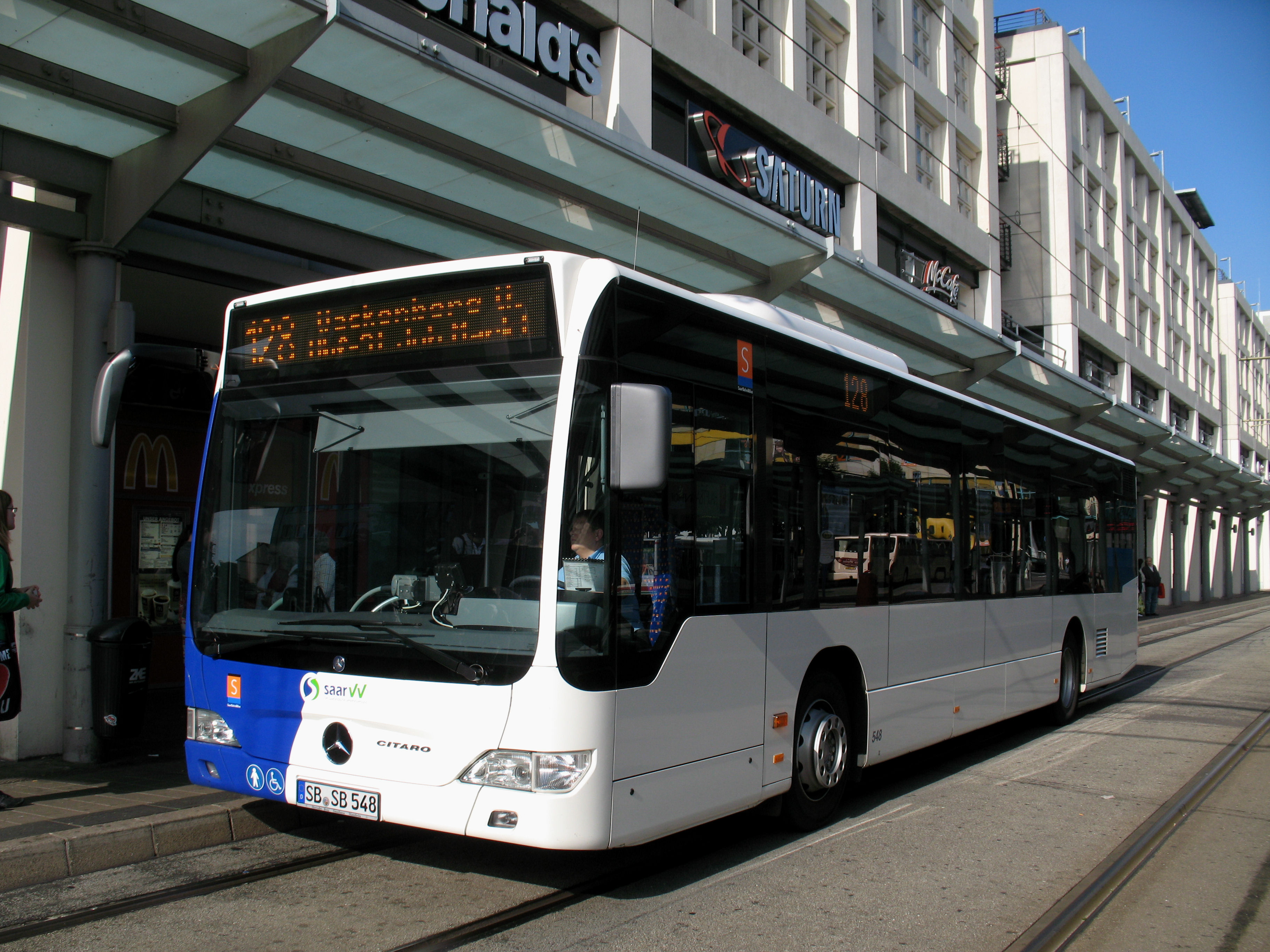
Bus der SaarBahn+Bus an der Saarbahn-Haltestelle Hauptbahnhof in Saarbrücken, mit dem Logo des SaarVV

Die einzelnen Aufgabenbereiche des Saarländischen Verkehrsverbundes werden von der Saarländischen Nahverkehrs-Service GmbH (SNS GmbH) wahrgenommen, an der folgende Unternehmen beteiligt sind:
- Aloys Baron Reisen GmbH
- DB Regio AG
- DB Regio Bus Mitte
- Kreisverkehrsbetriebe Saarlouis GmbH (KVS)
- Lay Reisen
- Neunkircher Verkehrs GmbH (NVG)
- Regionalbus Westpfalz GmbH
- Reise Fischer GmbH
- Saar-Mobil GmbH
- Stadtbahn Saar GmbH (Saarbahn)
- Saarfürst-Reisen Nikolaus Kirsch GmbH
- Verkehrsgesellschaft Merzig-Wadern mbH (VMW)
- Vlexx GmbH
- Völklinger Verkehrsbetriebe GmbH
- Zarth GmbH

Nur den Status eines Kooperationspartners besitzt die Deutsche Bahn/DB Regio AG mit den Stellen DB Regio Süd-West sowie DB Rhein-Neckar.

## Arbeitsweise
Die einzelnen Unternehmen haben sich in einem Kooperationsvertrag zusammengeschlossen. Sie behalten ihre rechtliche und wirtschaftliche Selbstständigkeit. Die durch die Durchtarifierung innerhalb des Verbundes entstehenden Einnahmeausfälle bei den Verkehrsunternehmen werden teilweise von der Saarländischen Landesregierung ausgeglichen.
Vorgängerorganisation des Saarländischen Verkehrsverbundes war die Verkehrsgemeinschaft Saar (VGS), die aber nur einen lockeren Zusammenschluss bildete und der nur wenige Tarifkooperationen gelangen, darunter Tarifgemeinschaften der Regionalbus Saar-Westpfalz mit anderen Betrieben (vorher Bahnbus und Kraftpost) wie in den Räumen Sulzbach/Saar-Neuweiler/St. Ingbert und St. Ingbert/Neunkirchen.

## Tarif
Der Verbundtarif basiert auf einem Wabentarif mit Preisstufen, d. h. der Fahrpreis richtet sich nach der Anzahl der zu durchfahrenden Waben. Im Tarif werden Einzel-, Tages-, Wochen-, Monats- und Jahreskarten angeboten. Inhaber einer BahnCard erhalten ermäßigte Einzelkarten.
BahnCard 25, BahnCard 50 sowie die BahnCard 100 werden in allen Verkehrsmitteln des SaarVV zum SaarVV-Tarif mit 25 % Ermäßigung auf den Preis von Einzelfahrkarten anerkannt. Das gilt auch für Fahrten mit den Bussen oder der Saarbahn, auch dann, wenn nicht die Verkehrsmittel der Deutschen Bahn oder privater Eisenbahnen genutzt werden.
Mit einer gültigen BahnCard 100 können die Züge der Deutschen Bahn sowie privater Eisenbahnunternehmen auch innerhalb des Saarlandes kostenfrei genutzt werden. Im Stadtgebiet von Saarbrücken (Großwabe Saarbrücken) gilt sie für alle Verkehrsmittel.
Das Saarland-Ticket ist auch in den Verkehrsmitteln des SaarVV sowie in Rheinland-Pfalz gültig. Das Rheinland-Pfalz-Ticket sowie das Rheinland-Pfalz-Ticket+Lux (Rheinland-Pfalz-Ticket+Luxemburg) gelten ebenfalls im Saarland. Das Quer-durchs-Land-Ticket gilt in allen Nahverkehrs-/Regionalzügen im SaarVV, nicht jedoch bei den Buslinien.
Zum 1. Juli 2021 wurde eine Tarifreform umgesetzt, deren Ziel eine Vereinfachung der Preisstruktur war. Darüber hinaus wurden neue, günstigere Angebote für Vielfahrer eingeführt. So kostete eine im gesamten SaarVV-Netz gültige Monatskarte („Saarland-Abo“) danach 99 Euro, die ab 9 Uhr gültige Variante („9-Uhr-Abo“, an Wochenenden sowie Feiertagen ganztägig gültig) 39 Euro pro Monat. Die SaarVV-Card entfiel, d. h. ermäßigte Preise für Einzelfahrkarten gibt es seitdem nur noch für Inhaber einer BahnCard.

## Weblink
- Webpräsenz der Saarländischen Nahverkehrs-Service GmbH